# LaMonica Garrett
LaMonica Garrett, född 23 maj 1975 i San Francisco, är en amerikansk skådespelare.
Garrett har bland annat medverkat i TV-serierna Designated Survivor, 1883 samt Special Ops: Lioness.

## Filmografi (i urval)
- 2016–2018 – Designated Survivor (TV-serie)
- 2021–2022 – 1883 (TV-serie)
- 2023 – Special Ops: Lioness (TV-serie)